# ديفيد ر. هيرندون
ديفيد ر. هيرندون (بالإنجليزية: David R. Herndon)‏ هو قاضي ومحامي أمريكي، ولد في 1953 في سيداليا في الولايات المتحدة.